# Branko Borković
Branko Borković (Prečno, 14. ožujka 1961.), umirovljeni brigadir Hrvatske vojske. Također poznat po svom ratnom nadimku Mladi jastreb, najpoznatiji je kao zamjenik zapovjednika 204. vukovarske brigade i obrane grada Vukovara tijekom bitke 1991. početkom Domovinskog rata, a kasnije je bio i zapovjednik brigade.

## Životopis
Branko Borković rođen je u Prečnom kraj Ivanić-Grada 14. ožujka 1961. godine. U Sarajevu je završio srednju vojnu školu, a 1986. i tehničku vojnu akademiju. Vjenčao se sa suprugom Jadrankom 1989. godine. Bio je u vojnoj službi u Zagrebu do početka Domovinskog rata, a odmah po početku rata uključio se u Zbor narodne garde. Bio je zamjenik Mile Dedakovića u zapovijedanju 204. brigadom ZNG-a u rujnu 1991. godine. U vrijeme osnivanja, brigada je imala 1.803 vojnika, te joj je područje djelovanja bila općina Vukovar, koja je uključivala gradove Vukovar i Ilok, kao i brojna okolna sela. Kako su svi zapovjednici obrane dobili šifrirana imena, Dedaković je dobio ime Jastreb, a Branko Borković je dobio ime Mladi jastreb. Dedaković je zapovijedao brigadom u prvoj fazi opsade Vukovara do početka listopada, kada je bio raspoređen u obližnje Vinkovce, a brigada je tad prešla pod zapovjedništvo Branka Borkovića, koji je tako postao posljednji zapovjednik obrane Vukovara. 
Nakon pada Vukovara, došao je u Zagreb, gdje je po nalogu Josipa Manolića i Josipa Perkovića zatvoren tri tjedna i osumnjičen za pokušaj rušenja vlasti. Ubrzo je oslobođen svih optužbi. Brinuo se o vojnicima 204. brigade ZNG-a. Hrvatski predsjednik dr. Franjo Tuđman umirovio ga je kada je imao 35 godina i bio načelnik pješaštva Hrvatske vojske. U razdoblju od 1994. do 2001. godine bio je predsjednik Udruge hrvatskih branitelja dragovoljaca Domovinskog rata. 
Mladen Pavković priredio je i uredio knjigu "Rušitelj ustavnog poretka" (1995.)o ratnom putu Branka Borkovića.

## Politička djelatnost
Bio je 14. na stranačkoj listi HSS-a u 6. izbornoj jedinici za Sabor (2003.), 1. na koalicijskoj listi A-HSS-a i SP-a u VI. izbornoj jedinici za Sabor (2011.) U ožujku 2013. godine postao je predsjednikom A-HSS-a zamijenivši dotadašnjega predsjednika stranke Jasenka Stipca.
Krajem kolovoza 2015.g. Branko Borković, pokrenuo je internet peticiju, kojom se od predsjednice Kolinde Grabar-Kitarović i predsjednika HDZ-a Tomislava Karamarka tražilo da predlože izmjene zakona o hrvatskoj vojsci kojima bi pozdrav "Za dom spremni" postao službeni pozdrav.
Predsjednica je inicijativu označila neozbiljnom, a inicijativu je odbio i HDZ,

## Ostale djelatnosti
Bavi se uzgojem hrvatskog posavca, hrvatske autohtone pasmine konja te uzgojem pasa japanskih tosa. Predsjednik je Središnjeg saveza uzgajivača konja 'Hrvatski posavac'. Vlasnik je poduzeća Slap-96 d.o.o. Početkom 2012. godine postaje član Upravnog odbora Fonda hrvatskih branitelja iz Domovinskog rata i članova njihovih obitelji, s mandatom u trajanju od 4 godine. Bio je i još je član nadzornih odbora više hrvatskih poduzeća. Predsjednik je Nadzornog odbora Investicijskog fonda Velebit.